# 朱彌鏟
淅阳温僖王朱弥铲（1462年—1511年），明朝唐庄王朱芝址庶次子，或作第三子，明朝唯一一代淅阳王。

## 生平
成化十五年（1479年）三月，明宪宗遣西寧侯宋愷、武平伯陳能、富陽伯李輿、成安伯郭鐄、懷柔伯施鑑為正使，中書舍人高峘、刑部郎中林和、吏部員外郎焦恕、戶部員外郎梁謹、兵部員外郎李鑑、禮部主事高敞為副使，持節冊封朱彌鎈為淅陽王。
成化十七年（1481年）九月，宪宗遣恭順侯吳鑑、陽武侯薛倫、應城伯孫繼先、陳能為正使，吏部郎中吳珉、戶部郎中呂昇、兵部郎中朱紳、林和為副使，持節冊封南城兵馬副指揮張騰的女兒為淅陽王妃。
弘治十七年（1504年）十二月，明孝宗御奉天殿遣定西侯蒋骥、镇远侯顾仕隆、成安伯郭宁、怀柔伯施瓒、彰武伯杨质、武进伯朱洁、遂安伯陈鏸、彭城伯张信、宣城伯卫璋、南和伯方寿祥为正使，尚宝司司丞徐文焕、礼科给事中葛嵩、中书舍人沈锐、顾守元、鸿胪寺右寺丞吴泰、户部员外郎高选、王崇文、礼部员外郎郑允宣、刑部员外郎汪获麟、行人司右司副陈璧为副使，持节册封吴定的女儿为淅陽王继妃。
正德六年（1511年），朱弥铲去世。无子，国除。以其弟文城王朱弥钳第三子鎮國將軍朱宇泓奉祀。

## 评价
- 《弇山堂别集》卷074：德性寬和，小心畏忌。